# توني اودور
توني اودور (بالإنجليزية: Tony Odur)‏ (7 ديسمبر 1984 بأوغندا - ) هو لاعب كرة قدم أوغندي في مركز الوسط. شارك مع منتخب أوغندا لكرة القدم. أما مع النوادي، فقد لعب مع نادي فايبرز ونادي كامبالا سيتي ونادي نكانا وBrabrand IF ‏ ونادي إكسبريس.

## وصلات خارجية
- توني اودور على موقع قاعدة بيانات كرة القدم.إي يو (الإنجليزية)
- توني اودور على موقع ناشيونال فوتبول تيمز (الإنجليزية)